# ستيوارت هاي
ستيوارت هاي (6 أكتوبر 1909 بأوكلاند في نيوزيلندا - 23 يوليو 1987) (بالإنجليزية: Stuart Hay)‏ هي لاعبة كريكت نيوزلندية.

## وصلات خارجية
- ستيوارت هاي على موقع إي آس بي آن كريك إنفو (الإنجليزية)